# Le Parfum de la carotte
Pour plus de détails, voir Fiche technique et Distribution.
Le Parfum de la carotte est un moyen métrage d'animation musical français de 26 minutes réalisé par Rémi Durin et Arnaud Demuynck, sorti en salles le 26 mars 2014. 
Le DVD édité par ARTE éditions est sorti le 1er septembre 2015.

## Synopsis
Lapin et Écureuil sont voisins et amis. Ils sont aussi gourmands et bons vivants. Mais des différences de goût les mènent à la dispute. L’écureuil, fâché, déménage de nuit et se fait attraper par un renard… 

## Fiche technique
- Titre : Le Parfum de la carotte
- Réalisation : Rémi Durin et Arnaud Demuynck
- Scénario : Arnaud Demuynck
- Storyboard : Constantin Beine et Rémi Durin
- Création graphique : Paul Jadoul
- Décors : Rémi Durin
- Animation : Constantin Beine, Vincent Bierrewaerts, Nicolas Fong et Jérémie Mazurek
- Montage : Rémi Durin
- Musique originale : Alexandre Brouillard
- Chansons : Arnaud Demuynck et Laurence Deydier
- Production : Arnaud Demuynck, Nicolas Burlet
- Sociétés de production : Les Films du Nord avec la participation de Nadasdy Films, Pictanovo, Umedia, RTBF, RTS,  Ellipsanime
- Société de distribution : Gebeka Films
- Pays :  France
- Langue : français
- Genre : animation musical
- Durée : 26 min.
- Date de sortie : France : 26 mars 2014

## Distribution (voix)
- Agnès Jaoui : Renarde
- Jean-Baptiste Marcenac : Renard
- Daphné Van Dessel  : Lapin
- Igor et Isaac Van Dessel : Écureuil

Musiciens
- David Rémy : Guitares
- Nicolas de Bassoff : Piano
- Laurent Brouhon : Basse
- Jessy Blondeel : Cuivres
- Nicolas Drici : Trompette
- Gaël Lecocq : Batterie

Direction artistique: Claude Lombard et Philippe Roullier